# Skivebremse
Skivebremser er den type bremser, der typisk bruges i biler, men også i cykler, motorcykler osv.

## Virkemåde
En skivebremse fungerer ved at en kraftigt bygget flad skive er monteret på indersiden af hjulet. Uden om skiven sidder så en caliber med et stempel der skubber bremseklodserne ind imod bremse skiven og der ved bremser bilen/ hjulet
Skivebremsen er en transducer, da den omdanner fartøjets kinetiske energi til varme via Friktion. Omdannelsen sker i overgangen mellem bremseskiven og bremsebakkerne.
det vi ser på billede er en glidecaliber.